# Awangarda (galeria sztuki)

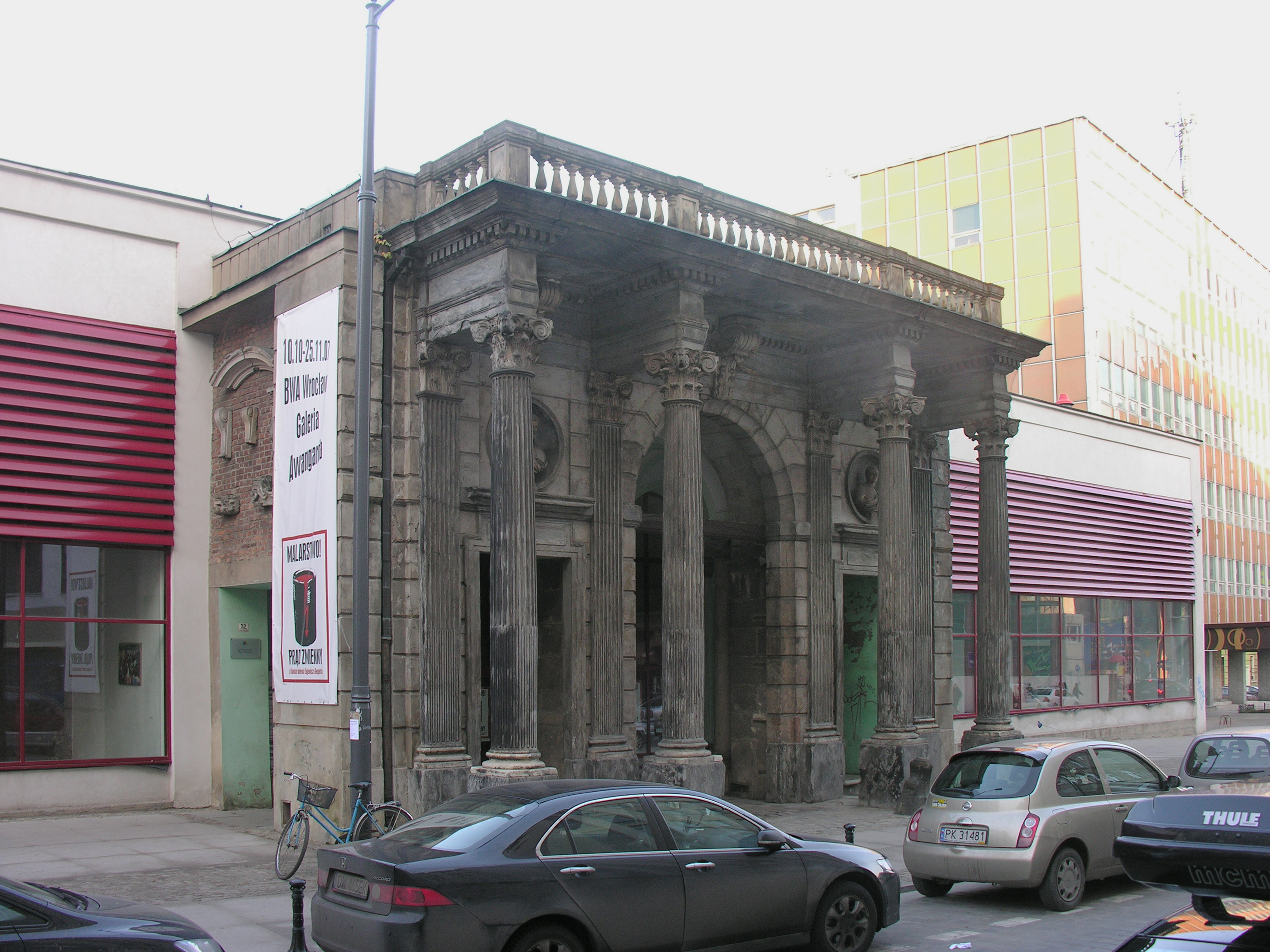
Wejście do Galerii „Awangarda”

Awangarda – wrocławska galeria sztuki użytkowana przez BWA Wrocław.
Galeria została założona w 1962 roku i jest częścią pięciu galerii sztuki współczesnej Biura Wystaw Artystycznych we Wrocławiu. Znajduje się w centrum Wrocławia przy ulicy Wita Stwosza 32 i posiada ponad 1000 metrów kwadratowych powierzchni wystawienniczej. Galeria powstała na miejscu dawnego pałacu Hatzfeldów, a jej projekt wykonał Małachowicz, który opracowując plany uwzględnił ocalałe ruiny zamku. Dziś wejście do galerii jest częścią ocalałych sklepień sieni z zabytkowymi kolumnami pochodzącymi z wcześniejszej siedziby Piastów.
Galeria Awangarda skupia się na prezentacji współczesnej sztuki polskiej i światowej. W jej murach organizowane są Międzynarodowe Triennale Rysunku, imprezę zapoczątkowaną w 1968 roku z inicjatywy Andrzeja Willa. Przez lata w cyklicznej imprezie wzięli udział artyści z całego świata m.in.: Christo, Milan Kniźak, Hermann Nitsch, Zbigniew Dłubak. Jako jedyna galeria w Polsce pokazuje unikatowe szkło artystyczne, studyjne i użytkowe oraz ceramikę.
Awangarda współpracuje z wrocławska uczelnią ASP, z którą organizuje cykliczną imprezę Krajową Wystawę Młodych im. Eugeniusza Gepperta oraz wystawy autorskie i dyplomowe. W budynku galerii organizowane są wystawy problemowe m.in.: Polska Abstrakcja Analityczna', historyczne Plakat Wrocławski 1968-1993, W kręgu Galerii Pod Moną Lizą oraz cykle wykładów (Zjawiska i tendencje w sztuce Wrocławia ostatnich 45 lat) i wystawy fotograficzne (Fotografowie z Pragi).
Od 1999 roku działa przy galerii otwarta pracownia Studio BWA.
Wraz z innymi instytucjami – Muzeum Narodowym i Fundacja WRO organizuje ekspozycje i wystawy klasyków sztuki światowej. Gościła dzieła Lucio Fontana, Gunter Uecker, Eric Andersen.
Galeria Awangarda jest również wydawnictwem oraz zajmuje się działalnością edukacyjną.

## Dworzec Główny
Galeria działa tymczasowo na dworcu, w przyszłości otrzyma lokal na Księcia Witolda.